# DNA-Phänotypisierung
Unter DNA-Phänotypisierung oder DNA-Erscheinungsabbildung werden molekulargenetische Verfahren verstanden, mit denen Rückschlüsse vom Genom, d. h. der individuellen Desoxyribonukleinsäure (DNS), auf äußere Merkmale, den Phänotyp, eines Individuums gezogen werden. In der politischen Diskussion in Deutschland wird meist der Begriff „erweiterte DNA-Analyse“ benutzt.

## Anwendungsgebiet
Entsprechende Verfahren kommen in der Forensik zur Anwendung, um bspw. auf Basis von DNA-Spurenmaterial auf Abstammung und Geschlecht einer Person zu schließen und dieses mit Vergleichsmaterial abzugleichen. Heute lassen sich bspw. Wahrscheinlichkeiten für die Augen-, Haar- und Hautfarbe angeben, wohingegen Phantombilder mit Gesichtsmerkmalen allein auf Basis von DNA bislang wenig zuverlässig sind. Weitere Eigenschaften, die mittels genetischer Analysen vorhergesagt werden können, sind die biogeographische Herkunft sowie das Alter einer unbekannten Person.
Die Spurenkommission, eine gemeinsame Kommission der rechtsmedizinischen und kriminaltechnischen Institute in Deutschland, hat eine Stellungnahme zu den “Möglichkeiten und Grenzen der DNA-gestützten Vorhersage äußerer Körpermerkmale, der biogeographischen Herkunft und des Alters unbekannter Personen anhand von Tatortspuren im Rahmen polizeilicher Ermittlungen” verfasst.

## Analyseverfahren

### Pigmentierungsmerkmale
Zur Vorhersage von äußerlich sichtbaren Körpermerkmalen werden genetische Merkmale untersucht, die mit der Ausprägung der Farben der Augen (Iris), der Haare und der Haut assoziiert sind. Dazu wurden mit Hilfe genomweiter Assoziationsstudien eine Reihe von genetischen Tests entwickelt, die in der finalen Version auf der Analyse von 41 Einzelnukleotid-Polymorphismen (SNP, engl.  Single Nucleotide Polymorphism; im Laborjargon gesprochen: ‚Snip‘) beruhen, das sog. HIrisPlex-S-Verfahren. Zur DNA-basierten Vorhersage der Pigmentierungsmerkmale von Augen, Haar und Haut ist das HIrisPlex-S Webtool eingerichtet worden, mit dem auf Grundlage des Genotyps aus 41 SNPs entsprechende Wahrscheinlichkeiten generiert werden können. Basierend auf einer Studie der Erasmus Universität Rotterdam können blaue und braune Augen mit einer Wahrscheinlichkeit von 90 % bestimmt werden. Für Mischfarben wie grün und grau werden noch keine genauen Zahlenwerte genannt.

### Alter
Die Altersschätzung beruht darauf, dass die menschliche DNA altersabhängige Modifikationen erfährt, die zu den epigenetischen Eigenschaften gezählt werden. Dazu gehört die DNA-Methylierung, bei der durch Anhängen einer Methylgruppe an das sog. CpG-Dinukleotid die Aktivität des benachbarten Genes beeinflusst wird; je mehr Zellen eines Gewebes an der entsprechenden Stelle methyliert sind, umso stärker wird die Genexpression reduziert. Der Methylierungsgrad eines solchen Merkmals wird mit Hilfe der Bisulfit-Sequenzierung analysiert.
Das Modell zur Altersschätzung beruht auf Arbeiten des Genetikers und Mathematikers Steve Horvath, der auf der Grundlage von DNA-Methylierungsdaten eine epigenetische Uhr entwickelt hat. Da zur Gewinnung von DNA-Methylierungsdaten für dieses Modell eine große Menge an frischer DNA benötigt wird, die man bei biologischen Spuren im Rahmen einer kriminalistischen Ermittlung nicht zur Verfügung hat, wurden für die forensische Anwendung besser geeignete Modelle entwickelt, die auf 4–8 CpG-Stellen beruhen und auch für forensische Spuren wie z. B. Blut geeignet sind und für diese Anwendung forensisch validiert sein müssen.
Es sind etwa 100 Methylierungsstellen im Genom bekannt, mit Hilfe derer Aussagen über das Alter einer Person auf 5 Jahre genau getroffen werden können.

## Rechtliche Situation

### Deutschland
Die DNA-Phänotypisierung war bis Ende 2019 (s. u.) in Deutschland auf Grund der rechtlichen Beschränkungen in der Strafprozessordnung verboten. Das damalige schwarz-rote Bundesregierung unter Angela Merkel plante, die forensische DNA-Analyse in dieser Hinsicht zu erweitern; im Koalitionsvertrag von 2018 (S. 123) steht dazu: „Die DNA-Analyse wird im Strafverfahren auf äußerliche Merkmale (Haar, Augen, Hautfarbe) sowie Alter ausgeweitet (§ 81e StPO).“
Am 8. August 2019 wurde zunächst ein Referentenentwurf des Bundesministeriums der Justiz und für Verbraucherschutz veröffentlicht, in dem nur die Vorgaben des Koalitionsvertrages von 2018 umgesetzt wurden. Die von Fachwissenschaftlern ebenfalls vorgeschlagene Einbeziehung der Vorhersage der biogeographischen Herkunft in diesen Entwurf lehnte die Bundesregierung jedoch ab. Justizministerin Christine Lambrecht erläuterte und verteidigte die geplanten Änderungen in einem Interview.
Der nach einem Stellungnahmeverfahren noch einmal modifizierte Text wurde am 15. November 2019 vom Bundestag verabschiedet und trat am Tag nach der Verkündung im Bundesgesetzblatt am 12. Dezember 2019 in Kraft. Der § 81e StPO Absatz 2, Satz 2 ist nun wie folgt gefasst: „Ist unbekannt, von welcher Person das Spurenmaterial stammt, dürfen zusätzlich Feststellungen über die Augen-, Haar- und Hautfarbe sowie das Alter der Person getroffen werden.“
Auf Landesebene wurde bereits im Jahr zuvor in Bayern mit einer umstrittenen Novelle des bayerischen Polizeiaufgabengesetzes 2018 eine Befugnis zur DNA-Phänotypisierung geschaffen. Diese darf allerdings nur zur Gefahrenabwehr, d. h. zur vorbeugenden Bekämpfung von Straftaten sowie zu Zwecken des Personenschutzes, eingesetzt werden und schließt sogar die Feststellung der zur Aufklärung bereits erfolgter Straftaten in der StPO nicht erlaubten biogeographischen Herkunft mit ein.

### Österreich
Die forensische DNA-Phänotypisierung ist rechtlich nicht explizit geregelt. Sie gilt seit 2018 mit der Anpassung des Sicherheitspolizeigesetzes an die Datenschutz-Grundverordnung als erlaubt.

### Schweiz
Gemäß dem DNA-Profil-Gesetz von 2003 ist die DNA-Phänotypisierung explizit verboten. In Art. 2, Satz 1 und 2 ist festgelegt:
1. „Das DNA-Profil ist die für ein Individuum spezifische Buchstaben-Zahlen-Kombination, die mit Hilfe molekularbiologischer Techniken aus den nicht-codierenden Abschnitten der Erbsubstanz DNA gewonnen wird.“
2. „Bei der DNA-Analyse darf weder nach dem Gesundheitszustand noch nach anderen persönlichen Eigenschaften mit Ausnahme des Geschlechtes der betroffenen Person geforscht werden.“

Im Dezember 2020 wurde ein Änderungsentwurf zum DNA-Profil-Gesetz vorgelegt, der sich im parlamentarischen Gesetzgebungsverfahren befindet. Demnach sollen bei schweren Verbrechen wie Mord und Vergewaltigung Vorhersagen der Augen-, Haar- und Hautfarbe, der biogeographischen Herkunft und des Alters eines unbekannten Spurenlegers rechtlich zulässig werden. Im Februar 2021 hat sich die Sicherheitspolitische Kommission des Nationalrates das neue DNA-Profil-Gesetz mit einzelnen Änderungsvorschlägen für die Annahme des Gesetzes ausgesprochen. Seit März 2023 ist sie in der Schweiz zugelassen.